# Hamdan bin Mohammed Al Maktoum
El jeque Hamdan bin Mohammed bin Rashid Al Maktoum, más conocido como "Fazza" (en árabe: حمدان بن محمد بن راشد آل مكتوم‎; Dubái, 14 de noviembre de 1982);  es el príncipe heredero de Dubái y presidente del Consejo Ejecutivo del Emirato de Dubái. Es el segundo hijo del jeque Mohammed bin Rashid Al Maktoum, vicepresidente y primer ministro de los Emiratos Árabes Unidos y gobernante de Dubái. Como equitador, Maktoum es múltiple campeón mundial en los Juegos Ecuestres Mundiales.

## Biografía

### Primeros años y educación
Hamdan bin Mohammed es hijo del jeque Mohammed bin Rashid Al Maktoum y la jequesa Hind bint Maktoum bin Juma Al Maktoum, la esposa principal de Mohammed. Es el segundo hijo de sus doce hijos y el cuarto de los hijos de su padre; es el tercer hijo de su padre. El hermano mayor de Hamdan era el jeque Rashid bin Mohammed.
Creció en un momento en que los Emiratos Árabes Unidos todavía estaban en el camino del crecimiento y desarrollo, por lo que experimentó los  desafíos y cambios cualitativos que experimentó el país, y ganó experiencias desde su infancia y juventud a través de su constante proximidad al centro de toma de decisiones, su abuelo el jeque Rashid bin Saeed Al Maktoum, considerado el fundador del renacimiento moderno de Dubái, conocido por su visión de desarrollo única, que estableció la posición de Dubái a la vanguardia de las ciudades emergentes más destacadas del mundo, y contribuyó a impulsar el proceso de desarrollo en los Emiratos Árabes Unidos.
Hamdan bin Mohammed se educó en Dubái en la Rashid School For Boys y luego en la Dubai School of Government. Continuó sus estudios en el Reino Unido, donde se graduó en la Royal Military Academy Sandhurst en 2001. Más tarde asistió a la London School of Economics.

### Roles y posiciones
Hamdan bin Mohammed fue designado presidente del consejo ejecutivo de Dubái en septiembre de 2006. El 1 de febrero de 2008, fue nombrado príncipe heredero de Dubái, mientras que su hermano, el jeque Maktoum bin Mohammed Al Maktoum, accedió a gobernador adjunto de Dubái. Como nuevo príncipe heredero, Maktoum nombró nuevos asesores financieros y personales clave, como el economista John Calverly y el magnate de los fondos de cobertura James T. Naeem, mientras que el propio Maktoum se convirtió en director de HN Capital LLP. Es el jefe del Sheikh Mohammed bin Rashid Establishment para jóvenes empresarios; es miembro del consejo de deportes de Dubái y del centro de autismo de Dubái.
Formó parte de la delegación de Dubái para la Exposición Universal de 2020 cuando el emirato obtuvo los derechos para albergar el evento. Fue al último piso del Burj Khalifa para ondear la bandera de los Emiratos Árabes Unidos unos días después de la victoria. Es el fundador del Premio Internacional de Fotografía Hamdan, que se lanzó en 2011.
En junio de 2022, Hamdan lanzó la iniciativa "Dubai Global", cuyo objetivo era establecer 50 oficinas de representación comercial para Dubái en los cinco continentes del mundo. La iniciativa fue para apoyar a las empresas con sede en Dubái y fortalecer la posición de la ciudad como centro de negocios.

### Intereses personales
La cuenta de Instagram del príncipe heredero tiene más de 15 millones de seguidores (junio de 2023). Publica imágenes que muestran sus pasatiempos, que incluyen animales, poesía, deportes, fotografía y aventuras.
Hamdan Al Maktoum es equitador, paracaidista y buceador con licencia. Bucea en Fujairah. Es conocido por sus poemas románticos y patrióticos en árabe. Publica sus poemas bajo el seudónimo de Fazza (en árabe: فزاع‎, romanizado: "el que ayuda"). Corre por los establos de Godolphin y ha asistido al Royal Ascot.
Hamdan ganó una medalla de oro en los Juegos Ecuestres Mundiales de 2014 en Normandía, Francia, oro por equipos en 2012 y una medalla de bronce en 2010. Dirigió un equipo de cinco jinetes de los Emiratos Árabes Unidos en el Campeonato de Samorín el 17 de septiembre de 2016.

### Vida personal
El 15 de mayo de 2019, Hamdan se casó con la jequesa Shaikha bint Saeed bin Thani Al Maktoum. Ese mismo día, sus hermanos, Maktoum y Ahmad, también se casaron. El 6 de junio de 2019, él y sus hermanos celebraron juntos las bodas reales en el Dubai World Trade Centre.
El 21 de mayo de 2021, se anunció que Hamdan había dado la bienvenida a mellizos, un hijo llamado Rashid y una hija llamada Shaikha. El 25 de febrero de 2023, Hamdan y su esposa Shaikha dieron la bienvenida a un hijo, llamado Mohammed.

## Títulos y tratamientos
| ● 14 de noviembre de 1982-4 de enero de 2006: | Jeque Hamdan bin Mohammed Al Maktoum                                          |
| ● 4 de enero de 2006-1 de febrero de 2008:    | Su excelencia el jeque Hamdan bin Mohammed Al Maktoum                         |
| ● 1 de febrero de 2008-presente:              | Su alteza el jeque Hamdan bin Mohammed Al Maktoum, príncipe heredero de Dubái |

## Honores
- Caballero Gran Cruz de la Orden del Mérito Civil (Reino de España, 23 de mayo de 2008).[38]